# Liste du patrimoine immobilier classé de Wasseiges
Cette page regroupe l'ensemble du patrimoine immobilier classé de la commune belge de Wasseiges.
| Objet | Année de construction / Architecte | Adresse | Section communale | Coordonnées                      | Numéro d’inventaire | Illustration |
| --- | ---------------------------------- | ------- | ----------------- | -------------------------------- | ------------------- | --- |
| Deux tumuli, dit Tombes du Soleil (M) et l'ensemble formé par ces tumuli et la parcelle sur laquelle ils se trouvent (S), chaussée Romaine |                                    |         |                   | 50° 38′ 10″ nord, 5° 02′ 02″ est | 64075-CLT-0001-01   | Deux tumuli, dit Tombes du Soleil (M) et l'ensemble formé par ces tumuli et la parcelle sur laquelle ils se trouvent (S), chaussée Romaine |
| Les marais et anciens bassins de décantation de la sucrerie d'Ambressin, à Wasseiges                                                       |                                    |         |                   | 50° 37′ 12″ nord, 5° 01′ 16″ est | 64075-CLT-0002-01   | Image manquanteTéléverser |
| La pierre votive située rue du Soleil à Ambresin (M) et l'ensemble formé par ce monument et les quatre tilleuls qui l'entourent (S)        |                                    |         |                   | 50° 38′ 09″ nord, 5° 02′ 23″ est | 64075-CLT-0003-01   | La pierre votive située rue du Soleil à Ambresin (M) et l'ensemble formé par ce monument et les quatre tilleuls qui l'entourent (S)        |
| La totalité des orgues de l'église Saint-Martin à Wasseiges                                                                                |                                    |         |                   | 50° 37′ 20″ nord, 5° 00′ 21″ est | 64075-CLT-0004-01   | Image manquanteTéléverser |
| Le site archéologique des deux tumuli dit Tombes du Soleil                                                                                 |                                    |         |                   | 50° 38′ 10″ nord, 5° 02′ 02″ est | 64075-PEX-0001-01   | Le site archéologique des deux tumuli dit Tombes du Soleil                                                                                 |